# زبروند
زبروند (به انگلیسی: suprafix) در زبانشناسی، نوعی وند است که الگویی زبرزنجیری (نظیر نواخت یا تکیه) را در جهت رساندن معنایی تصریفی یا اشتقاقی به پایه (که از نظر زبرزنجیری خنثی است) می افزاید. برای مثال شماری از زبان‌های آفریقایی، زمان و نمود دستوری را به وسیله نواخت متمایز می‌کنند. این اصطلاح توسط یوجین نیدا پیشنهاد شد و توسط پیتر متیوز در کتاب ساختواژی تأثیرگذارش به کار رفت؛ با این حال این اصطلاح کاربرد گسترده‌ای ندارد. برخی زبانشناسان اصطلاح superfix را که توسط جرج ال. ترگر ابداع شده، برای اشاره به الگوی تکیه واژه ترجیح می‌دهند؛ الگوی تکیه‌ای که ترگر آن را به عنوان یک تکواژ خاص که موجب انسجام اجزای واژه می‌شود، در نظر می‌گرفت.
در اکثر مواقع بهتر است چنین فرض شود که صورت پایه دارای الگوی نواخت یا تکیه‌ای است که در تصریف یا اشتقاق با الگوی دیگری جایگزین می‌شود. مثالی در زبان انگلیسی تکیه نخستین اسم‌هایی است که از افعال با تکیه پایانی مشتق می‌شوند (مثل: prodúce /prəˈdju:s/ > próduce /ˈprɒdju:s/). نمونه دیگر زبان ماندرین است که در آن 好 hǎo (به معنی «خوب بودن») و 好 hào (به معنی «جستجوکردن خوبی»)، دو واژه‌ای هستند که نواخت آن‌ها از پایین به افتان تغییر می‌کند. برخی زبانشناسان زبروند را برای چنین تغییرات زبرزنجیری‌ای به کار می‌برند (درواقع نیدا بین زبروند افزوده و زبروند جایگزین تمایز قائل شده‌است).